# Mistrzostwa Świata w Zapasach 1961
Mistrzostwa Świata w Zapasach 1961 odbyły się w Jokohamie (Japonia).

## Tabela medalowa
| Lp. | Państwo        |   |   |   | Razem |
| --- | -------------- | - | - | - | ----- |
| 1   | ZSRR           | 7 | 4 | 1 | 12    |
| 2   | Iran           | 5 | 1 | 2 | 8     |
| 3   | Węgry          | 1 | 3 | 1 | 5     |
| 4   | Rumunia        | 1 | 2 | 1 | 4     |
| 5   | Egipt          | 1 | 0 | 0 | 1     |
|     | RFN            | 1 | 0 | 0 | 1     |
| 7   | Turcja         | 0 | 4 | 6 | 10    |
| 8   | Szwecja        | 0 | 1 | 1 | 2     |
|     | Jugosławia     | 0 | 1 | 1 | 2     |
| 10  | Czechosłowacja | 0 | 0 | 1 | 1     |
|     | Indie          | 0 | 0 | 1 | 1     |
|     | Japonia        | 0 | 0 | 1 | 1     |

## Medale

### Mężczyźni

#### Styl wolny
| Konkurencja |                         |                        |                    |
| ----------- | ----------------------- | ---------------------- | ------------------ |
| 52 kg       | Ali Alijew              | Nasrollah Soltaninejad | Cemal Yanılmaz     |
| 57 kg       | Ebrahim Sejfpur         | János Varga            | Hüseyin Akbaş      |
| 62 kg       | Władimir Rubaszwili     | Yunus Pehlivan         | Hamid Tavakkol     |
| 67 kg       | Mohammad Ali Sanatkaran | Wołodymyr Syniawski    | Udey Chand         |
| 73 kg       | Emam Ali Habibi         | Michaił Biekmurzow     | Yutaka Kaneko      |
| 79 kg       | Mansur Mahdizade        | Géza Hollósi           | Hans Antonsson     |
| 87 kg       | Gholam Reza Tachti      | Boris Guriewicz        | Hasan Güngör       |
| +87 kg      | Wilfried Dietrich       | Hamit Kaplan           | Aleksandr Miedwied |

#### Styl klasyczny
| Konkurencja |                      |                    |                      |
| ----------- | -------------------- | ------------------ | -------------------- |
| 52 kg       | Armais Sajadow       | Dumitru Pârvulescu | Burhan Bozkurt       |
| 57 kg       | Oleg Karawajew       | Ion Cernea         | Jiří Švec            |
| 62 kg       | Mustafa Hamid Mansur | Yaşar Yılmaz       | Alireza Ghelichkhani |
| 67 kg       | Awtandił Koridze     | Imre Polyák        | Branislav Martinović |
| 73 kg       | Valeriu Bularca      | Stevan Horvat      | Ziya Doğan           |
| 79 kg       | Wasilij Zienin       | Bertil Nyström     | Yavuz Selekman       |
| 87 kg       | György Gurics        | Arkadij Tkaczew    | Gheorghe Popovici    |
| +87 kg      | Iwan Bohdan          | Hamit Kaplan       | István Kozma         |